# João Afonso
João Nepomuceno Baltazar de Lima más conocido por João Afonso (Maputo, 8 de julio de 1965) es un cantautor portugués.

## Trayectoria artística
Nace en Lourenço Marques (actual Maputo), Mozambique, donde vive con su familia hasta su traslado en 1978 a Portugal. Recoge las influencias de la música urbana africana de su país de origen y la tradición portuguesa de su tío el cantante portugués Zeca Afonso. Participa en los actos de homenaje a este último que se organizan a finales de la década de 1980.
En diciembre de 1994 integra el proyecto Maio maduro maio junto a José Mário Branco y Amélia Muge. Grabado en doble compacto en 1995, se presenta en diversas capitales internacionales, incluida Lisboa. Colabora en los discos Janelas verdes y Acústico de Júlio Pereira y en Lua extravagante, del grupo homónimo.  
En 1996 canta en España, junto a Luis Pastor, temas propios y de Zeca Afonso; ocasionalmente se les une Pedro Guerra, por entonces joven promesa de la canción nacional. En mayo de 1997 publica en Portugal Missangas, su primer disco en solitario, que se reedita después en Francia (Polygram) y España (Resistencia). En la Exposición Internacional de 1998 en Lisboa participa en la grabación del espectáculo Voz e guitarra y ofrece conciertos propios. 
En 1998 ofrece dos temas del romancero histórico al disco colectivo Novas vos trago, compone música para el poema Paz de Santiago de José Saramago, que graba Luis Pastor en su álbum Por el mar de mi mano, y graba con el grupo canario Mestisay el tema Na machamba, cuya versión original se incluía en su obra Missangas. En 1999 canta el tema Aquí em baixo (Azul) en el disco de la cantante gallega Uxía.
En 1999 publica Barco voador, su segundo disco en solitario, donde recoge su experiencia como viajero por diversos continentes. La discográfica Universal lo edita en España. En 2002 edita su disco Zanzibar, con catorce temas —la mayoría de su autoría— con juegos instrumentales y vocales. En 2006 sale Outra vida, que le confirma como uno de los mejores intérpretes y creadores de su generación en Portugal. El cantautor Luis Pastor, que canta en una pieza, le invita en noviembre a aparecer en el libro-disco En esta esquina del tiempo, donde se pone música a poemas de Saramago. En 2014 edita Sangue bom, con composiciones propias sobre poemas de Mia Couto y de José Eduardo Agualusa.

## Discografía
- Maio maduro maio, con José Mário Branco y Amélia Muge (1995)
- Missangas (1997)
- Barco voador (1999)
- Zanzibar (2002)
- A arte e a música, recopilatorio (2004)
- Outra vida (2006)
- Um redondo vocábulo, con João Lucas (2010)
- Sangue bom (2014)

### Obras colectivas
- Voz e guitarra (1997)
- Encontros: Canções de João Lóio (1997)
- Novas vos trago (1998)
- Cantigas de amigo (1999)
- O cancioneiro do Niassa, canções proibidas (1999)
- Canções de embalar (2001)

- Datos: Q9015054